# Floresta estacional semidecidual

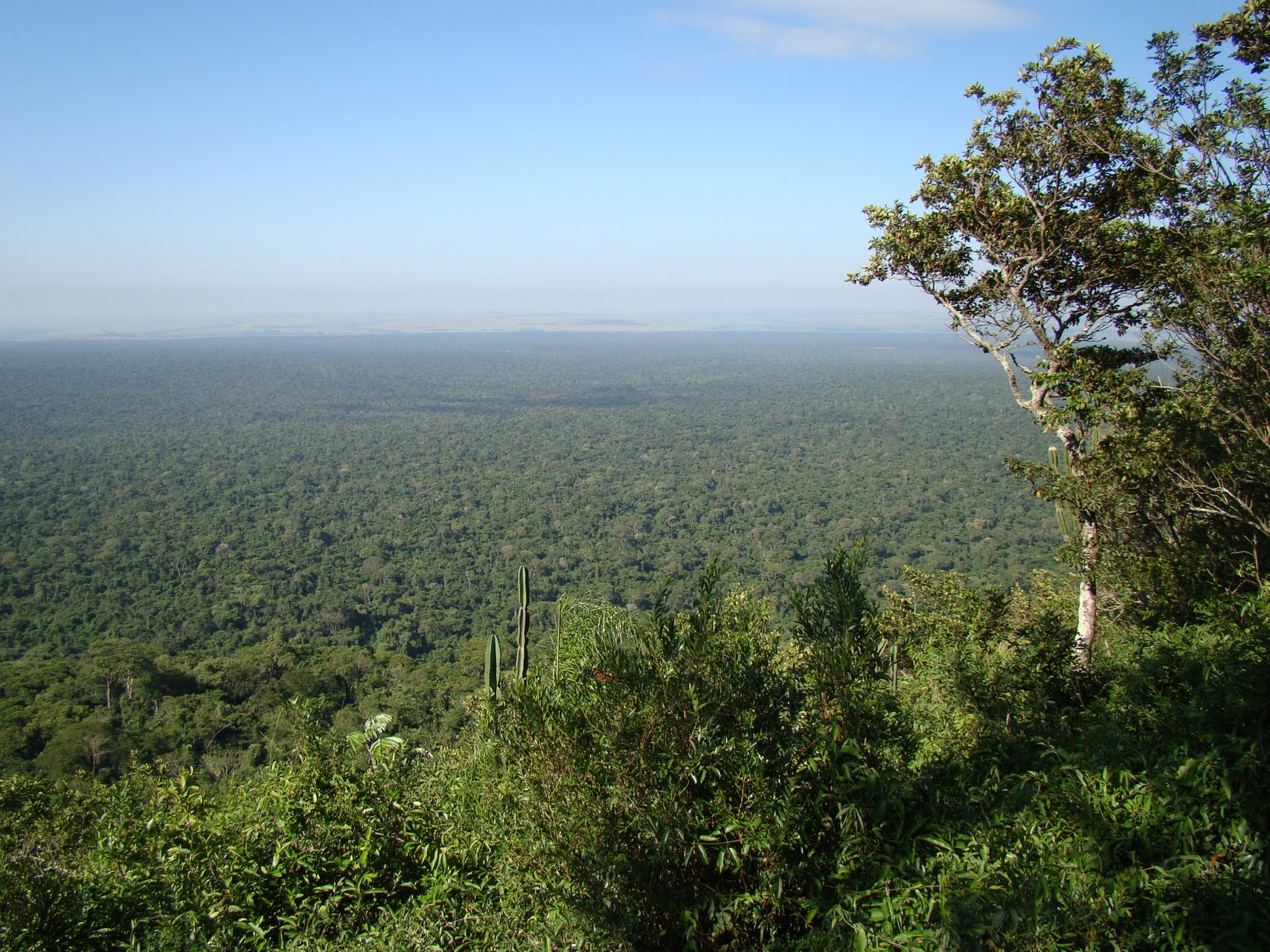
Vista aérea de floresta estacional semidecidual no Parque Estadual Morro do Diabo, SP.

A floresta estacional semidecidual, conhecida também como floresta tropical subcaducifólia, constitui uma vegetação pertencente ao bioma da Mata Atlântica (Mata Atlântica do Interior), ocasionalmente também no cerrado, sendo típica do Brasil Central e condicionada a dupla estacionalidade climática: uma estação com chuvas intensas de verão, seguidas por um período de estiagem. É constituída por fanerófitos com gemas foliares protegidas da seca por escamas (catáfilos ou pelos), tendo folhas adultas esclerófilas ou membranáceas deciduais. O grau de decidualidade, ou seja, a perda das folhas é dependente da intensidade e duração de basicamente duas razões: as temperaturas mínimas máximas e a deficiência do balanço hídrico. A porcentagem das árvores caducifólias no conjunto florestal, é de 20-50%.
Localiza-se no norte e oeste do Paraná, região do terceiro planalto, onde apresenta neossolo, argissolo, latossolo e cambissolo.[carece de fontes?]
Também está amplamente distribuída na porção Sul do Estado de Mato Grosso do Sul, entremeada por campos até o paralelo 21°, em que aparece nas matas ciliares, sendo chamada floresta estacional semidecidual aluvial.

## Terminologia
De acordo com Rodrigues (1999), a floresta estacional semidecidual (IBGE, 1993) corresponde aproximadamente às designações:
- floresta pluvial subtropical (Wettstein, 1904)[7]
- matas pluviais do interior (Campos, 1912)[8]
- floresta latifoliada semidecídua tropical (Kuhlmann, 1956)[9]
- floresta pluvial estacional tropical do planalto centro-sul (Veloso, 1962)[10]
- floresta mesófila semidecídua (Rizzini, 1963)[11]
- floresta estacional sub-caducifolia ou tropical (Andrade-Lima, 1966)[12]
- floresta semidecídua de planalto (Eiten, 1970)[13]
- matas foliadas subtropicais (Hueck, 1972)[14]
- floresta estacional semidecídua submontana (Veloso e Góes Filho, 1982)[15]
- floresta latifolia semicaducifólia ou mata de planalto (Leitão Filho, 1982)[16]
- Mata de Cipó[17].

## Tipos
Para fins apenas de delimitar regiões de estudo há uma divisão altimétrica do IBGE (2012):
- floresta estacional semidecidual aluvional: mais frequente no Pantanal
- floresta estacional semidecidual de terras baixas: do Rio Grande do Norte ao rio de Janeiro, caracteriza-se pelo gênero africano Caesalpinia, inclusive o pau-brasil
- floresta estacional semidecidual submontana: do Espírito Santo ao Paraná, entrando pelos estados do interior, nos planaltos e nas serras da Mantiqueira e dos Órgãos
- floresta estacional semidecidual montana; pouca área, como em Itatiaia e Roraima

Algumas autores indicam ainda um quinto tipo, a floresta estacional semidecidual costeira (ou Mata dos Tabuleiros), presente ao longo da costa leste do Brasil, principalmente entre os estados da Bahia e Rio de Janeiro.

## Flora
Dominam os gêneros amazônicos de distribuição brasileira:
- Astronium
- Cariniana
- Lecythis
- Parapiptadenia
- Peltophorum

## Conservação

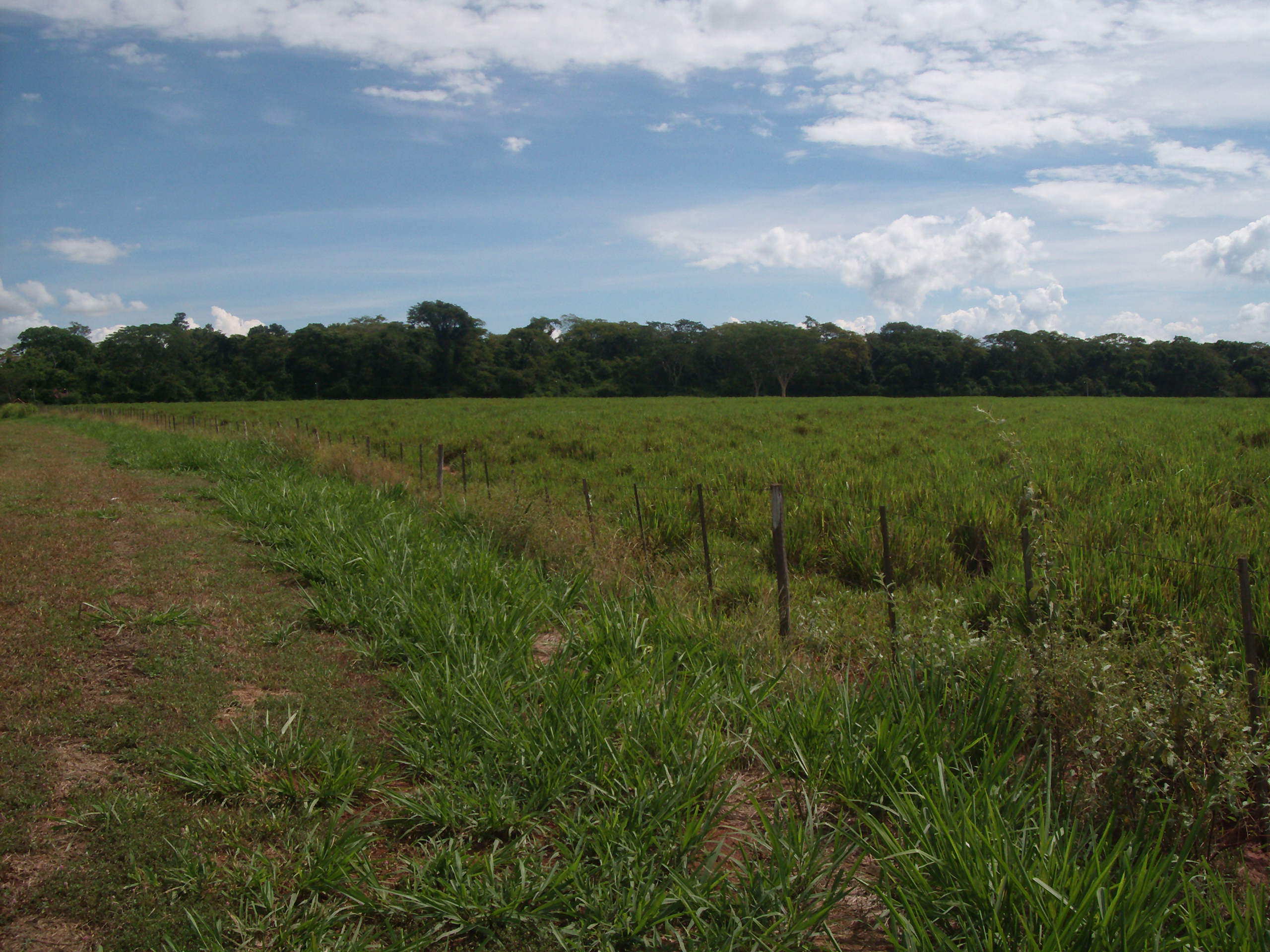
Vista lateral, ao fundo, de remanescente de Mata Atlântica do Interior em Santa Fé do Sul, SP.

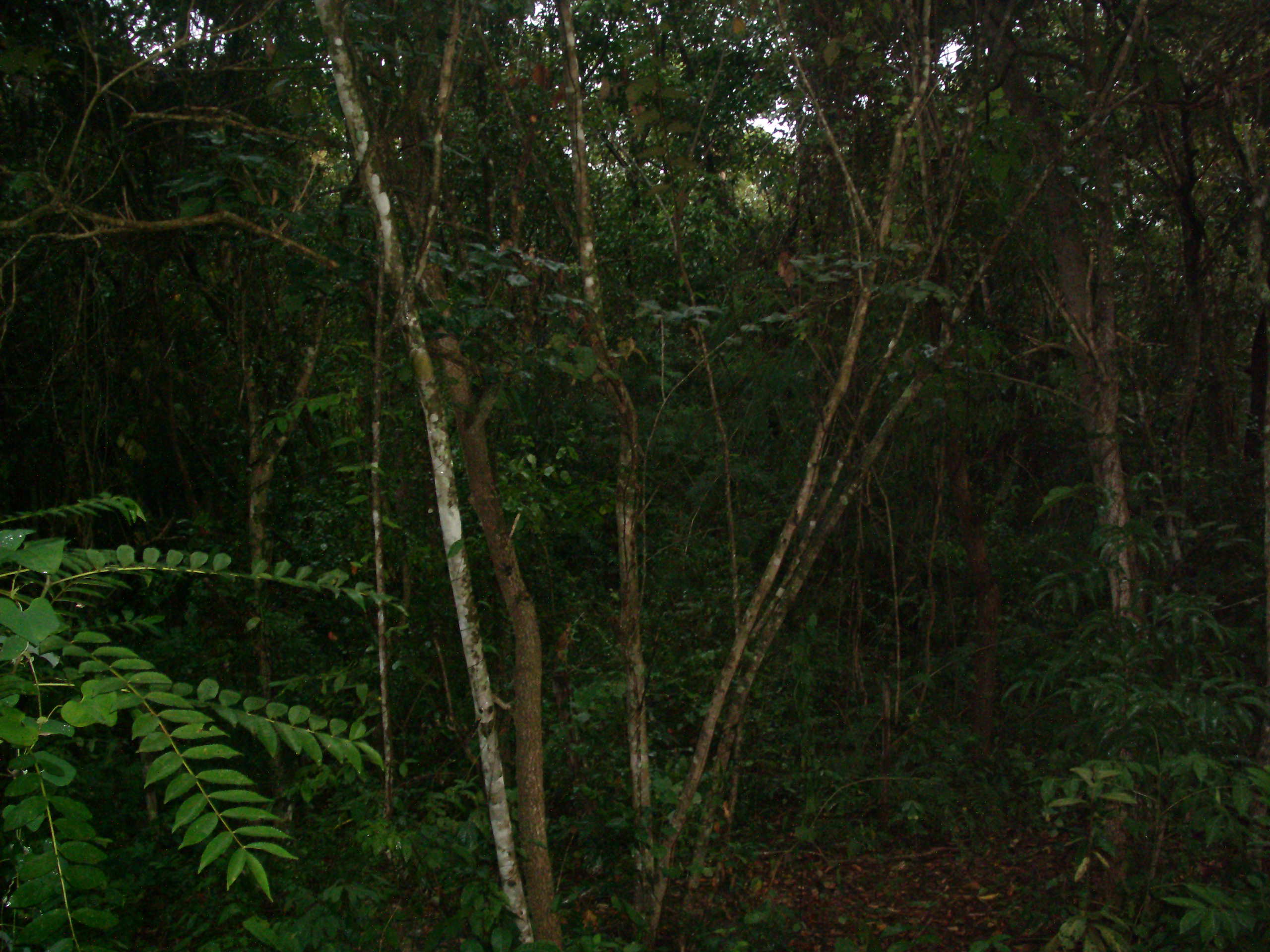
Interior da mata, Santa Fé do Sul, SP.

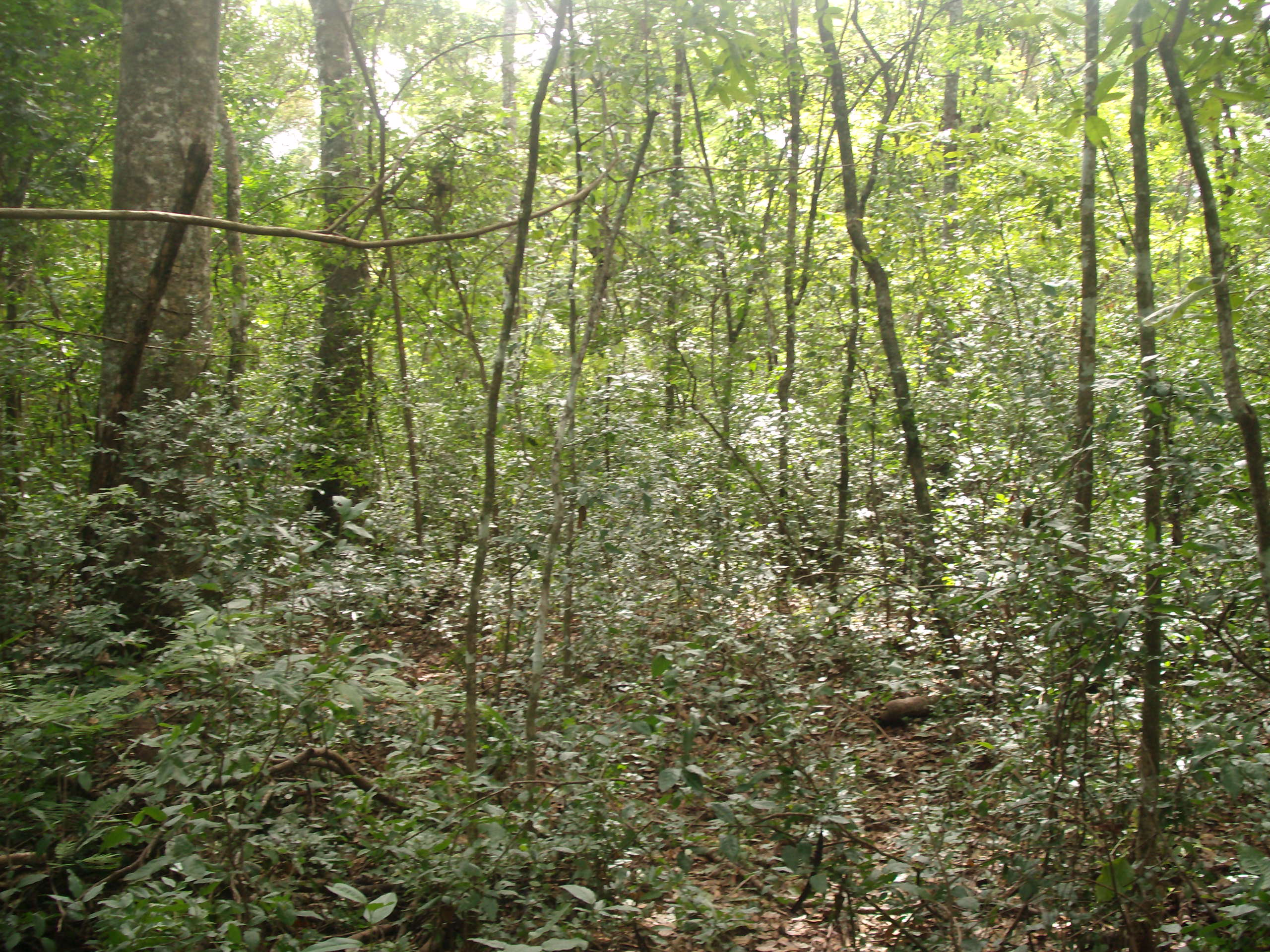
Interior da mata, Santa Fé do Sul, SP.

A Mata Atlântica do Interior é das ecorregiões da Mata Atlântica que se encontra em pior estado de conservação. O maior trecho (cerca de 471.204km²) de floresta estacional semidecidual fazia parte da ecorregião da Floresta Atlântica do Alto Paraná (ou Selva Paranaense). Ela se estendia desde o Noroeste Paulista até o sudeste do Paraguai e província argentina de Misiones. É notável que o grau de fragmentação dessa floresta foi tamanho, que no Brasil resta apenas 2,7% da cobertura original (cerca de 7.716km²), que tem no Parque Estadual Morro do Diabo, no Parque Nacional do Iguaçu e no Parque Estadual do Turvo, seus maiores trechos bem conservados. Na realidade, a maior parte dos remanescentes dessa floresta, se localiza na província argentina de Misiones, com cerca de 11.230km². No Paraguai, existem 11.523km², que representam apenas 13,5% da cobertura original.
Deve-se salientar, que a situação das florestas no Brasil é a mais crítica. A maior parte dos remanescentes de floresta do interior paulista, por exemplo, não ultrapassa 10hectares. Para que um fragmento seja considerado grande, e que abrigue espécies significativas do bioma, como grandes mamíferos (como a onça-pintada), ele precisa ter no mínimo 10.000hectares (100km²). No interior de São Paulo, o único fragmento que tem área maior de 10.000hectares é o Parque Estadual Morro do Diabo. No estado do Rio Grande do Sul, esse tipo de vegetação foi reduzido 4,26% (cerca de 2.102,75km²) da cobertura original.